# Pfarrhaus (Eiselfing)

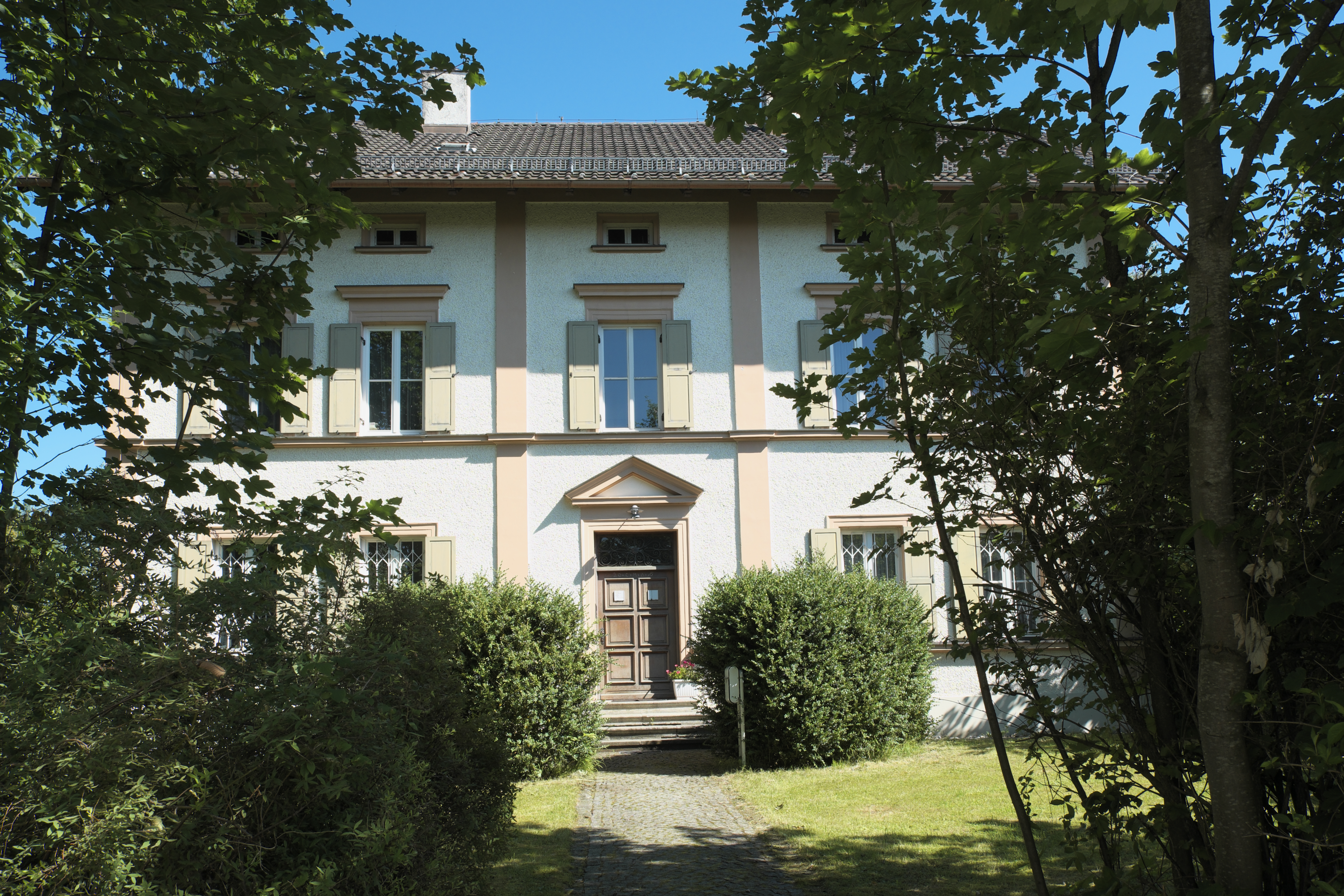
Pfarrhaus in Eiselfing

Das Pfarrhaus in Eiselfing, einer Gemeinde im oberbayerischen Landkreis Rosenheim, wurde 1888/89 erbaut. Das Pfarrhaus ist ein geschütztes Baudenkmal.
Der zweigeschossige massive Satteldachbau mit Kniestock besitzt eine Fassadengliederung mit Pilastern. Das Portal  wird von einem Dreiecksgiebel bekrönt.